# براندان دونيلي
براندان دونيلي (بالإنجليزية: Brendan Donnelly)‏ هو سياسي بريطاني، ولد في 25 أغسطس 1950 في لندن في المملكة المتحدة. حزبياً، نشط في الديمقراطيون الليبراليون. في انتخابات البرلمان الأوروبي 1994، انتخب عضو في البرلمان الأوروبي عن دائرة Sussex South and Crawley (European Parliament constituency) ‏ لترشحه ضمن قائمة حزب المحافظين، وقد انضم خلال فترته النيابية (19 يوليو 1994 – 19 يوليو 1999) للكتلة البرلمانية الكتلة البرلمانية لحزب الشعب الأوروبي.